# Tom van Weert
Tom van Weert (Sint-Michielsgestel, 7 juni 1990) is een Nederlands voetballer die doorgaans als aanvaller speelt.

## Clubcarrière

### FC Den Bosch
Tom van Weert debuteerde op 5 december 2008 in het betaald voetbal voor FC Den Bosch in de wedstrijd tegen PEC Zwolle. Op 6 maart 2009 was hij voor het eerst trefzeker voor de Moerasdraken in de wedstrijd tegen FC Eindhoven. Pas in het seizoen 2010/11 wist hij uit te groeien tot een vaste waarde in het elftal van Den Bosch. Van Weert raakte ernstig geblesseerd tijdens de wedstrijd tegen FC Eindhoven op 28 april 2013. Na een MRI-scan bleek dat hij zijn voorste kruisband had afgescheurd. Door deze blessure kon hij pas in de play-offs van het seizoen 2013/14 weer meespelen.

### Excelsior
Excelsior maakte op 10 juni 2014 bekend dat ze Van Weert transfervrij overnam van FC Den Bosch. Bij Excelsior moest hij de opvolger worden van de vertrokken Lars Veldwijk. Hij debuteerde voor de Rotterdamse club in de eerste wedstrijd van het seizoen, op 9 augustus tegen NAC Breda (1-1). Een week later maakte hij zijn eerste doelpunt voor Excelsior tegen Go Ahead Eagles. Van Weert speelde twee seizoenen voor Excelsior en eindigde in beide jaren met de club op de vijftiende plaats in de Eredivisie, één plek boven de degradatiestreep. Hij droeg hieraan bij met onder meer dertien en elf doelpunten.

### FC Groningen
Van Weert verruilde Excelsior in juni 2016 transfervrij voor FC Groningen, waar hij een contract tot medio 2019 tekende.

### Denemarken en Griekenland
Van Weert speelde tussen 2018 en 2020 in Denemarken voor Aalborg BK. Hierna kwam hij een seizoen uit voor het Griekse Volos NFC. Met 17 doelpunten werd hij topscorer van de Super League 2020/21. In september 2022 maakte hij de overstap naar AEK Athene.

## Carrièrestatistieken
| Seizoen         | Club            | Competitie      | Competitie | Competitie | Beker | Beker | Internationaal | Internationaal | Overig | Overig | Totaal | Totaal |
| Seizoen         | Club            | Competitie      | Wed.       | Dlp.       | Wed.  | Dlp.  | Wed.           | Dlp.           | Wed.   | Dlp.   | Wed.   | Dlp.   |
| --------------- | --------------- | --------------- | ---------- | ---------- | ----- | ----- | -------------- | -------------- | ------ | ------ | ------ | ------ |
| 2008/09         | FC Den Bosch    | Eerste divisie  | 14         | 2          | 0     | 0     | –              | –              | 0      | 0      | 14     | 2      |
| 2009/10         | FC Den Bosch    | Eerste divisie  | 10         | 0          | 1     | 0     | –              | –              | 1      | 0      | 12     | 0      |
| 2010/11         | FC Den Bosch    | Eerste divisie  | 20         | 6          | 1     | 0     | –              | –              | 3      | 0      | 24     | 6      |
| 2011/12         | FC Den Bosch    | Eerste divisie  | 20         | 14         | 2     | 2     | –              | –              | 6      | 1      | 28     | 17     |
| 2012/13         | FC Den Bosch    | Eerste divisie  | 32         | 18         | 4     | 2     | –              | –              | 0      | 0      | 36     | 20     |
| 2013/14         | FC Den Bosch    | Eerste divisie  | 1          | 0          | 0     | 0     | –              | –              | 2      | 0      | 3      | 0      |
| 2014/15         | Excelsior       | Eredivisie      | 32         | 13         | 4     | 3     | –              | –              | 0      | 0      | 36     | 16     |
| 2015/16         | Excelsior       | Eredivisie      | 32         | 11         | 2     | 4     | –              | –              | 0      | 0      | 34     | 15     |
| 2016/17         | FC Groningen    | Eredivisie      | 15         | 5          | 2     | 1     | –              | –              | 2      | 0      | 19     | 6      |
| 2017/18         | FC Groningen    | Eredivisie      | 31         | 12         | 2     | 0     | –              | –              | 0      | 0      | 33     | 12     |
| 2018/19         | FC Groningen    | Eredivisie      | 2          | 0          | 0     | 0     | –              | –              | 0      | 0      | 2      | 0      |
| 2018/19         | Aalborg BK      | Superligaen     | 25         | 8          | 3     | 3     | –              | –              | 0      | 0      | 28     | 11     |
| 2019/20         | Aalborg BK      | Superligaen     | 24         | 10         | 5     | 1     | -              | -              | 0      | 0      | 29     | 11     |
| 2020/21         | Aalborg BK      | Superligaen     | 32         | 9          | 2     | 0     | -              | -              | 0      | 0      | 34     | 9      |
| Carrière totaal | Carrière totaal | Carrière totaal | 290        | 108        | 28    | 16    | 0              | 0              | 14     | 1      | 332    | 125    |